# Carino (palatino)
Carino (em latim: Carinus) foi um oficial bizantino do começo ou meados do século V, ativo no Oriente. Um palatino, em data incerta foi destinatário de duas cartas do monge Nilo do Sinai (III 69 e 70).